# Église Stella-Matutina de Saint-Cloud
Pour les articles homonymes, voir Stella Matutina.
L’église Stella-Matutina située à Saint-Cloud dans les Hauts-de-Seine est un monument remarquable par son architecture moderne, et l'un des lieux de culte catholique de la paroisse de Saint-Cloud.

## Historique
Cette église est le fruit de la décision du chanoine Collin et de Mgr Alexandre Renard, d'édifier une nouvelle église, sur ce terrain situé en hauteur, avenue du Maréchal-Foch, pour lequel un bail est concédé en 1958. La construction est réalisée en 1965 sur les plans des architectes Alain Bourbonnais, Thierry Bouts et Raul Vergez,.

## Monument
Le bâtiment est qualifié de « remarquable par son architecture moderne et originale, en forme d'étoile à cinq branches et sa structure en bois attirée vers le ciel ». « Morceau d'anthologie, à l'allure d'une gigantesque cocotte en papier », son architecture est inspirée  de la synagogue Beth Sholom de l'architecte américain Frank Lloyd Wright.
C'est un bâtiment fait d'une toiture en cuivre et de parois en bois lamellé-collé sur un socle de béton. La couverture en cuivre est supportée par neuf poutres en bois de sapin norvégien, d'une hauteur de 33 mètres.
Elle est ornée, derrière l'autel, d'une fresque réalisée par Claude Maréchal, « Toute d'émaux de Venise et de cristaux de synthèse ».
Les 420 m2 de vitraux, très colorés, sont l'œuvre du maître-verrier Léon Blanchet,.
L'orgue est dû au facteur Adrien Maciet, il est « très efficace dans cet espace à l'acoustique incroyable ».

## Lieu de culte catholique
Cette église est l'un des quatre clochers de la paroisse de Saint-Cloud au sein du diocèse de Nanterre,.

## Pour approfondir